# Crassophyllum thessalonicae
Crassophyllum thessalonicae is een Pennatulaceasoort uit de familie van de Pennatulidae. De wetenschappelijke naam van de soort is voor het eerst geldig gepubliceerd in 1991 door Vafidis & Koukouras.